# Ulota novo-guinensis
Ulota novo-guinensis är en bladmossart som beskrevs av Edwin Bunting Bartram 1959. Ulota novo-guinensis ingår i släktet ulotor, och familjen Orthotrichaceae. Inga underarter finns listade i Catalogue of Life.